# Stensjön (Gårdsby socken, Småland)
Stensjön är en sjö i Växjö kommun i Småland och ingår i Mörrumsåns huvudavrinningsområde. Sjön har en area på 0,14 kvadratkilometer och ligger 171,4 meter över havet.

## Delavrinningsområde
Stensjön ingår i det delavrinningsområde (631108-144517) som SMHI kallar för Inloppet i Toftasjön. Medelhöjden är 185 meter över havet och ytan är 4,91 kvadratkilometer. Det finns ett avrinningsområde uppströms, och räknas det in blir den ackumulerade arean 21,13 kvadratkilometer. Vattendraget som avvattnar avrinningsområdet har biflödesordning 2, vilket innebär att vattnet flödar genom totalt 2 vattendrag innan det når havet efter 126 kilometer. Avrinningsområdet består mestadels av skog (93 %). Avrinningsområdet har 0,14 kvadratkilometer vattenytor vilket ger det en sjöprocent på 2,8 %.